# Heteropelma celeno
Heteropelma celeno är en stekelart som beskrevs av Ian D. Gauld 1976. Heteropelma celeno ingår i släktet Heteropelma och familjen brokparasitsteklar. Inga underarter finns listade i Catalogue of Life.